# Balearites
Balearites – rodzaj głowonogów z podgromady amonitów.
Żył w okresie kredy (hoteryw).